# Xiprer de Lambert
Xiprer de Lambert (Cupressus macrocarpa) és una espècie de conífera de la família de les cupressàcies endèmica de la costa central de Califòrnia. És una planta d'ús ornamental (també a Barcelona).
Actualment els arbres supervivents es troben només en dues localitats californianes (Monterey i Carmel) on alguns tenen 284 anys. En el seu hàbitat natural els estius són frescos.

Arriba a fer de 10 a 25 m i és molt semblant a altres espècies de xiprer però genèticament no està emparentat amb els xiprers europeus per la qual cosa junt amb els altres "xiprers" americans s'han ubicat recentment dins el gènere Callitropsis.

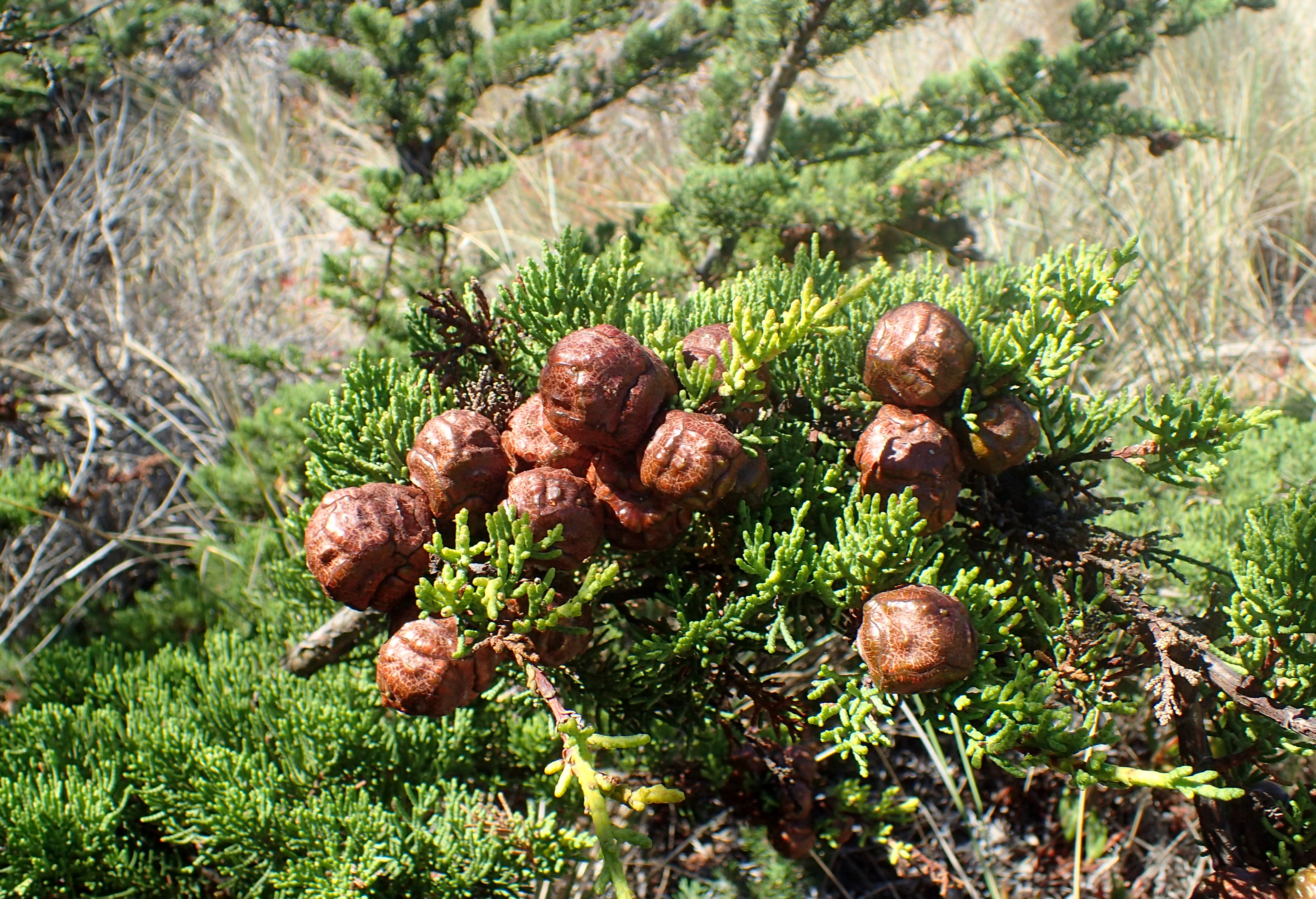
Pinyes
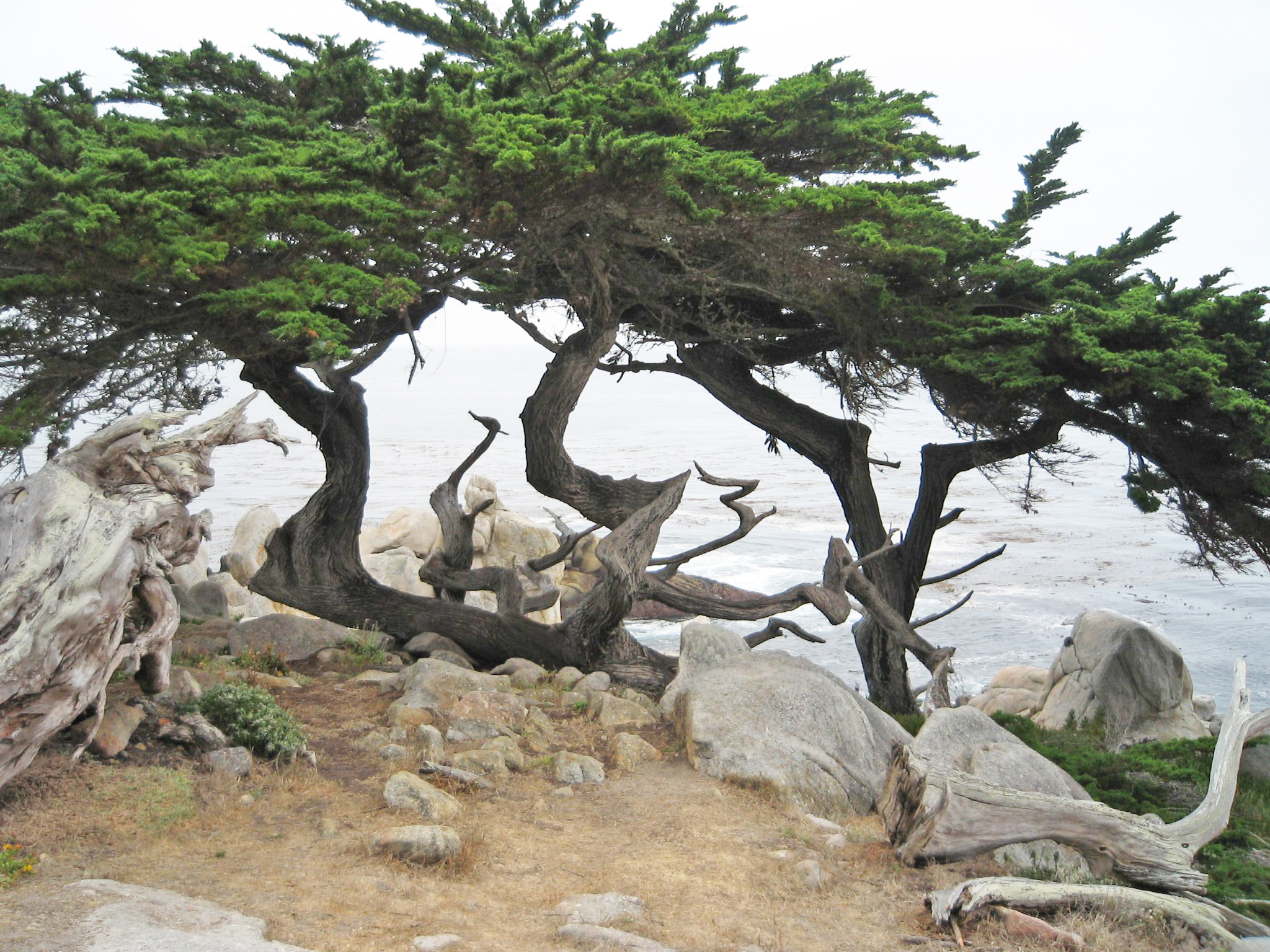
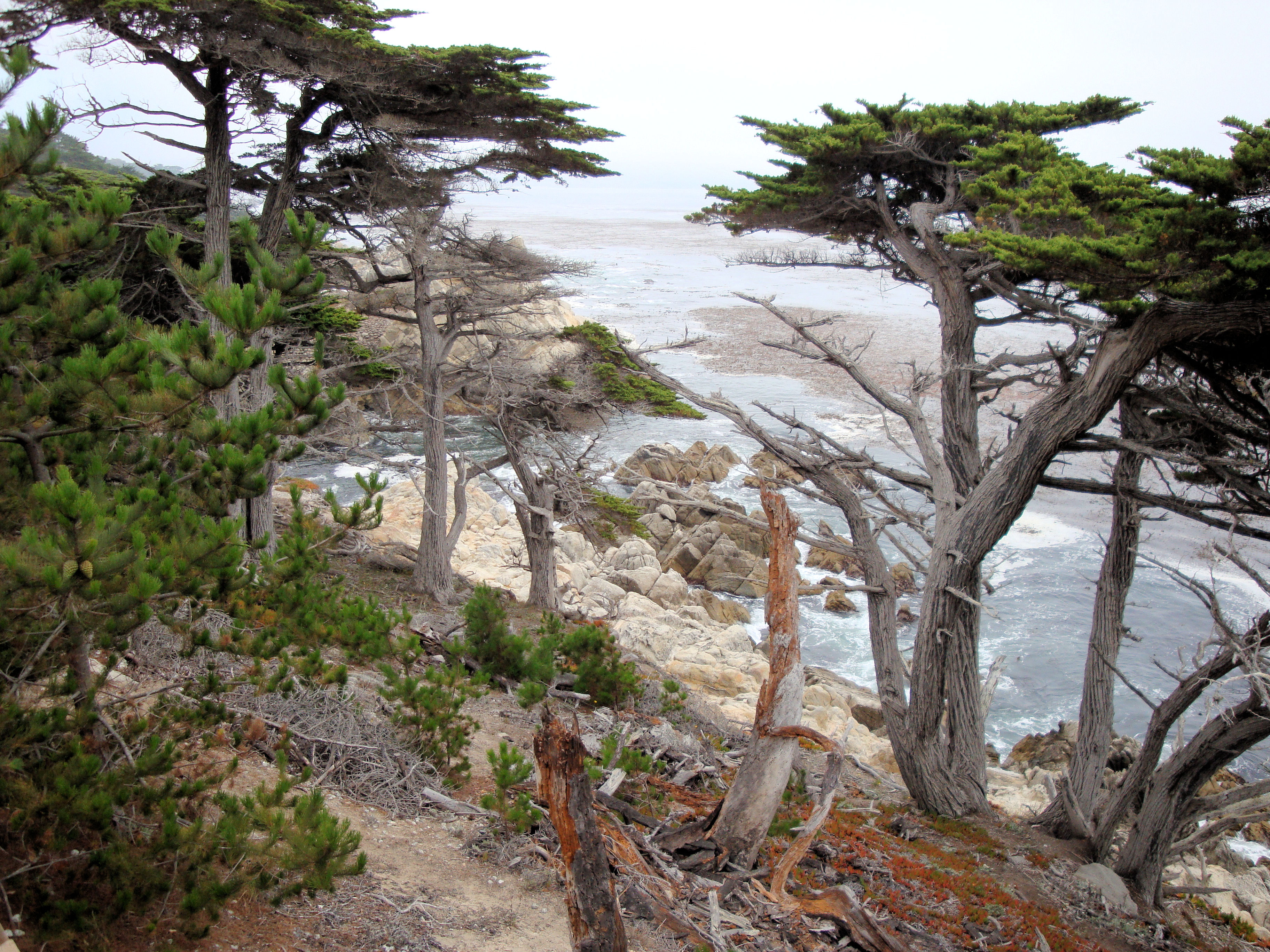